# Badr Hari
Badr Hari  (árabe: بدر هري) (Ámsterdam, Países Bajos; 8 de diciembre de 1984),es un luchador de artes marciales (KICK BOXING, MUAY THAI) así como entrenador neerlandés de origen magrebí con doble nacionalidad (Países Bajos y Reino de Marruecos). Fue campeón de peso pesado de K-1 e It's Showtime así como finalista de la competición 'K-1 World Grand Prix' de 2008 y 2009. A lo largo de su carrera ha logrado 106 victorias (92 por knockout), 17 derrotas y 2 empates técnicos. (106-17-2). El día 8 de octubre de 2022 anuncia su retirada después de su derrota contra Alistair Overeem en el evento Collisión 4 promocionado por la promotora GLORY,

## Biografía
Badr Hari comenzó a practicar kickboxing a la edad de siete años, bajo la guía del excampeón mundial Mousid Akamrane. Cuando era adolescente se entrenó en el Gimnasio Sitan de Mohammed Aït Hassou, . Cuando el gimnasio Sitan se trasladó a Róterdam, se unió al célebre Gimnasio Chakuriki dirigido por Thom Harinck. Bajo la tutela de Harinck, Hari se convirtió en uno de los mejores talentos de kickboxing de los Países Bajos. Estuvo peleando bajo la bandera holandesa hasta que perdió su combate contra Stefan Leko en 2005. Fue la primera vez que sus padres asistieron a una de sus peleas y pidió el micrófono para decir algunas palabras a la audiencia holandesa. Hari no pudo ser entendido porque la audiencia procedió a abuchearlo, después de lo cual Hari comenzó diciendo ''Pensé para mí mismo que nunca había sido testigo de tal ingratitud''. Desde ese día, Hari decidió representar a Marruecos y dejó de trabajar con Thom Harinck. Mike Passenier (Mike's GYM) se convirtió en su nuevo entrenador. En ese mismo año firmó contrato patrocinio con la compañía de automóviles surcoreana Kia.

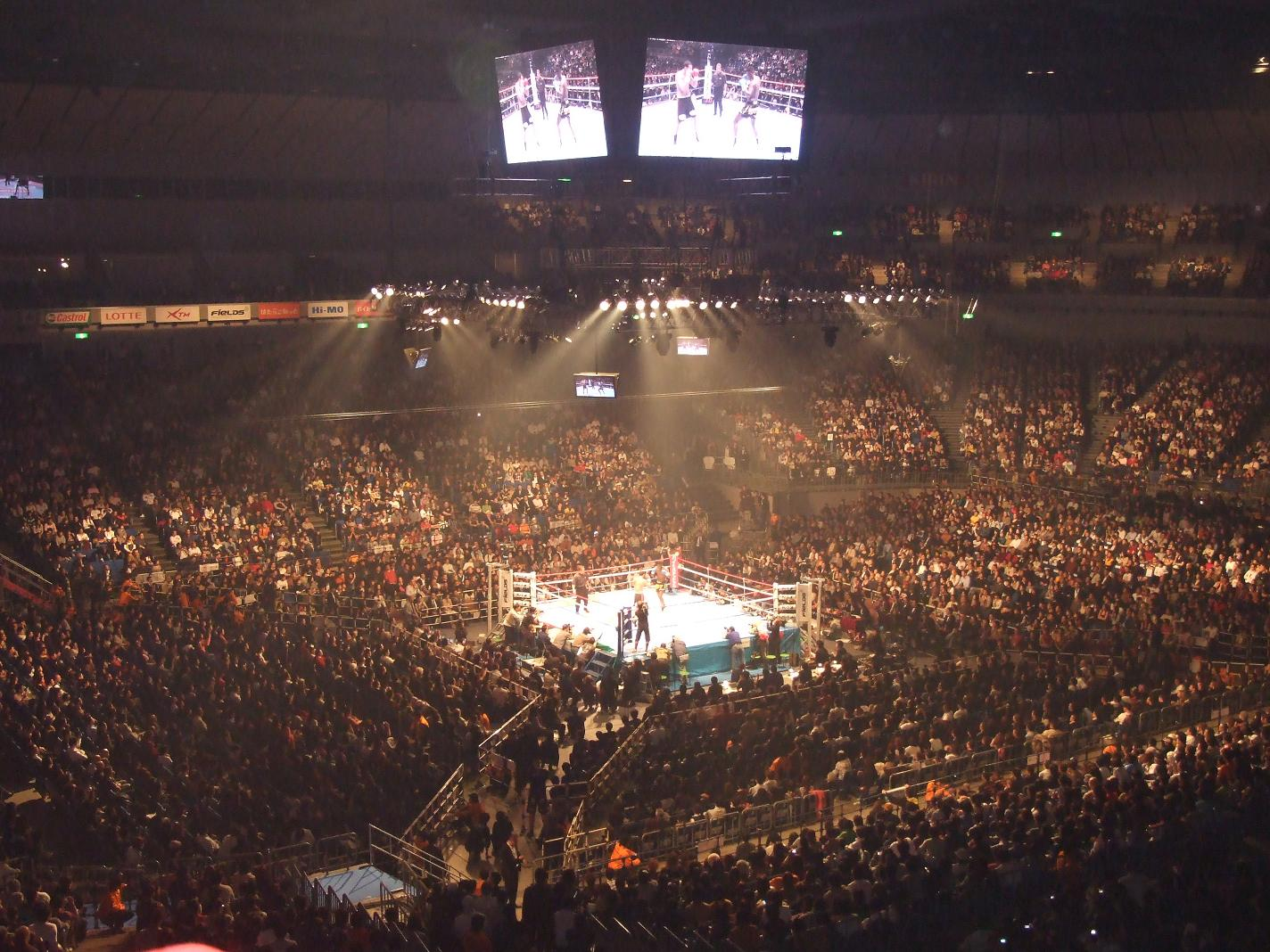
Hari ante Remy Bonjasky en la final del World GP en Yokohama.

El 28 de abril de 2007, peleó en el K-1 World GP 2007 en Hawái ante Yusuke Fujimoto para ganar el recién creado cinturón mundial de los pesos pesados de K-1. Hari noqueó a Fujimoto y se proclamó primer campeón de la historia del cinturón mundial. El 29 de junio de 2008 defendió por primera vez el título mundial ante Glaube Feitosa y volvió a ganar por un nocaut en el primer asalto.
Como poseedor del cinturón mundial accedió al K-1 World Grand Prix 2008 en Seúl a la final a 16 que eliminaría a 8 competidores y clasificaría a los otros ocho para la gran final en Yokohama. Hari se enfrentó a Choi Hong-man y ganó después de que Choi se retirara en el cuarto asalto. En la semifinal derrotó a uno de los favoritos Peter Aerts, a Errol Zimmerman pero perdió en la final ante Remy Bonjasky después de ser descalificado por pisarle la cabeza cuando estaba su rival en el suelo.

## Títulos
- Subcampeón 2009 en el K-1 World Grand Prix.
- 2009-2010 Campeón del Mundo It's Showtime peso pesado
- Subcampeón 2008 en el K-1 World Grand Prix.
- 2007-2008 Campeón del Mundo K-1 peso pesado[3]
- Campeón neerlandés WPKL en 2002 de Muay Thai.